# Tumeur neuroendocrinienne
 Mise en garde médicale
Les tumeurs neuroendocriniennes ou tumeurs neuroendocrines (TNE) anciennement dites tumeurs carcinoïdes, sont des tumeurs (néoplasmes) qui se forment à partir d'un développement désordonné de cellules du système neuroendocrine. Elles produisent des taux excessifs de substances mimant des hormones (comme la sérotonine), donnant lieu à un syndrome carcinoïde lequel regroupe des symptômes spécifiques à la production de ces substances.
Ces tumeurs particulières sont le plus souvent bénignes, mais quelques-unes sont malignes et peuvent facilement métastaser. La plupart se forment dans l'intestin et on parle alors de tumeur carcinoïde digestive ou dans le poumon et on parle alors de tumeur carcinoïde pulmonaire, mais on en trouve ailleurs dans le corps.
Les TNE se développent partout où existent des cellules neuroendocrines productrices de sérotonine.  Leur localisation peut donc être très variée, puisqu'elle est liée à leur origine commune depuis l'endoderme duquel dérive l’intestin primitif puis l'intestin antérieur (précurseur des : pharynx, trachée, bronche, œsophage, estomac, duodéno-pancréas, jéjunum), l'intestin moyen (précurseur des : iléon, appendice, caecum),  ou l'intestin postérieur (précurseur des : colon, rectum). Les tumeurs carcinoïdes se révèlent donc dans les bronches ou dans l’ensemble du tractus digestif , mais aussi à partir du pancréas et de l’ovaire. 
Bien qu'il existe de nombreux types de TNE, elles sont traitées comme un groupe à part entière, car les cellules de ces tumeurs ont plusieurs caractéristiques communes : elles forment des néoplasmes physiquement assez semblables, et produisent un granule sécrétoire avec souvent une production biogénique d'amines et d'hormones (polypeptides).

## Contexte

### Le système neuroendocrinien
Ces tumeurs naissent de cellules neuroendocrines dont la fonction normale est de contrôler les interfaces neuroendocrines. Ces cellules neuroendocrines existent dans les glandes endocrines mais également un peu partout dans les tissus de l'organisme où elles produisent diverses hormones.

## Traitements
Selon la localisation un traitement chirurgical ou une embolisation peut être proposé et guérir le malade.
Les symptômes de ces tumeurs (rougeurs du visage et diarrhées) sont pris en charge par analogues de somatostatine comme l'octréotide ou le lanréotide.
L'évérolimus permet de combattre ces tumeurs lorsqu'elles sont situées dans le pancréas. Il en est de même avec le sunitinib.
Un essai clinique portant sur une radiothérapie interne ciblée a été réalisé en 2016, dans le traitement des tumeurs de l'intestin moyen. Un atome radioactif est accroché à une molécule qui agit comme un vecteur et va se faire capturer par des récepteurs chimiques spécifiques aux tumeurs.